# Las Vegas Film Critics Society Awards 2016
20. ročník předávání cen společnosti Las Vegas Film Critics Society se konal dne 16. prosince 2016. Nominace byly oznámeny dne 14. prosince 2016.

## Vítězové a nominovaní

### Nejlepší film
1. La La Land
2. Za každou cenu
3. Místo u moře
4. Noční zvířata
5. Moonlight
6. Loving
7. Hacksaw Ridge: Zrození hrdiny
8. Jackie
9. Volání netvora: Příběh života
10. Green Room

### Nejlepší režisér
Damien Chazelle – La La Land
- David Mackenzie – Za každou cenu
- J. A. Bayona – Volání netvora: Příběh života
- Garth Davis – Lion
- Tom Ford – Noční zvířata
- Barry Jenkins – Moonlight
- David Mackenzie – Za každou cenu
- Theodore Melfi – Skrytá čísla

### Nejlepší adaptovaný scénář
Tom Ford – Noční zvířata
- Eric Heisserer – Příchozí
- Luke Davies – Lion
- Theodore Melfi a Allison Schroeder – Skrytá čísla
- Patrick Ness  – Volání netvora: Příběh života

### Nejlepší původní scénář
Damien Chazelle – La La Land
- Taylor Sheridan – Za každou cenu
- Kenneth Lonegran – Místo u moře
- Barry Jenkins a Tarell Alvin McCraney – Moonlight
- Robert Eggers – Čarodějnice

### Nejlepší herec v hlavní roli
Casey Affleck – Místo u moře
- Ryan Gosling – La La Land
- Denzel Washington – Ploty
- Chris Pine – Za každou cenu
- Jake Gyllenhaal – Noční zvířata

### Nejlepší herečka v hlavní roli
Natalie Portman – Jackie
- Amy Adams – Příchozí
- Emma Stoneová – La La Land
- Annette Bening – Ženy 20. století
- Taraji P. Henson – Skrytá čísla

### Nejlepší herec ve vedlejší roli
Michael Shannon – Noční zvířata
- Mahershala Ali – Moonlight
- Jeff Bridges – Za každou cenu
- Ben Foster – Za každou cenu
- Lucas Hedges – Místo u moře

### Nejlepší herečka ve vedlejší roli
Viola Davis – Ploty
- Naomie Harris – Moonlight
- Greta Gerwig – Ženy 20. století
- Michelle Williamsová – Místo u moře
- Octavia Spencer – Skrytá čísla

### Nejlepší cizojazyčný film
Komorná
- Elle
- Klient
- Neruda
- Toni Erdmann

### Nejlepší animovaný film
Kubo a kouzelný meč
- Zootropolis: Město zvířat
- Odvážná Vaiana: Legenda o konci světa
- Hledá se Dory
- Buchty a klobásy

### Nejlepší kamera
Linus Sandgren – La La Land
- James Laxton – Moonlight
- Bradford Young – Příchozí
- Greig Fraser – Rogue One: Star Wars Story
- Seamus McGarvey – Noční zvířata

### Nejlepší střih
Joi McMilon a Nat Sander – Moonlight
- John Gilbert – Hacksaw Ridge: Zrození hrdiny
- Tom Cross – La La Land
- Joan Sobel – Noční zvířata
- Joe Walker – Příchozí

### Nejlepší akční film
Captain America: Občanská válka
- Deadpool
- Hacksaw Ridge: Zrození hrdiny
- Rogue One: Star Wars Story
- Doctor Strange

### Nejlepší komedie
Správní chlapi
- Deadpool
- Don't Think Twice
- Buchty a klobásy
- Hořkých sedmnáct

### Nejlepší dokument
O.J.: Made in America
- 13th
- The Beatles: Eight Days a Week
- Malá sokolnice
- Weiner

### Nejlepší obsazení
Skrytá čísla
- Ploty
- Moonlight
- Místo u moře
- Za každou cenu

### Nejlepší rodinný film
Hon na pačlověky
- Kniha džunglí
- Kubo a kouzelný meč
- Zootropolis: Město zvířat
- Odvážná Vaiana: Legenda o konci světa

### Nejlepší horor/sci-fi
Čarodějnice
- Příchozí
- Smrt ve tmě
- Neon Demon
- Ulice Cloverfield 10

### Nejlepší skladatel
Justin Hurwitz – La La Land
- Mica Levi – Jackie
- Dustin O'Halloran, Volker Bertelmann – Lion
- Jóhann Jóhannsson – Příchozí
- Abel Korzeniowski – Noční zvířata

### Nejlepší filmová píseň
„City of Stars“ –  La La Land
- „I See Victory“ – Skrytá čísla
- „How Far I'll Go“ –  Odvážná Vaiana: Legenda o konci světa
- „Finest Girl (Bin Laden Song“ – Popstar: Never Stop Never Stopping
- „The Great Beyond“ – Buchty a klobásy

### Nejlepší výprava
David Wasco, Austin Gorg a Sandy Reynolds-Wasco – La La Land
- Eugenio Caballero a Pilar Revuelta – Volání netvora: Příběh života
- Stuart Craig, James Hambidge a Anna Pinnock – Fantastická zvířata a kde je najít
- Jean Rabasse a Véronique Melery – Jackie
- Patrice Vermette a Paul Hotte – Příchozí

### Nejlepší kostýmy
Linda Muir – Čarodějnice
- Colleen Atwood – Fantastická zvířata a kde je najít
- Madeline Fontaine  – Jackie
- Mary Zophres – La La Land
- Eimer Ni Mhaoldomhnaigh – Láska a přátelství

### Nejlepší vizuální efekty
Kniha džunglí
- Volání netvora: Příběh života
- Fantastická zvířata a kde je najít
- Příchozí
- Doctor Strange

### Nejlepší nový filmař
Barry Jenkins – Moonlight
- Dan Kwan a Daniel Scheinert – Švýcarák
- Nate Parker – Zrození národa
- Kelly Fremon Craig – Hořkých sedmnáct
- Robert Eggers – Čarodějnice

### Nejlepší mladá herečka/mladý herec
Lucas Hedges – Místo u moře
- Lewis MacDougall – Volání netvora: Příběh života
- Alex R. Hibbert – Moonlight
- Madina Nalwanga – Královna z Katwe
- Haillee Steinfeld – Hořkých sedmnáct

### Celoživotní ocenění
- Kirk Douglas